# Yaşar Topçu
Yaşar Topçu (* 10. Januar 1941 in Boyabat) ist ein türkischer Politiker.

## Leben
Topçu wurde 1941 als Sohn von Ali Mahir Topçu und dessen Ehefrau Raviye in Boyabat am Schwarzen Meer geboren. Er studierte an der Ankara Üniversitesi Rechtswissenschaften und arbeitete nach Abschluss des Studiums als Rechtsanwalt.
Topçu trat der Doğru Yol Partisi (DYP) von Süleyman Demirel bei und wurde bei der Parlamentswahl 1987 für Sinop in die türkische Nationalversammlung gewählt. Nach der Parlamentswahl 1991 wurde er zum Verkehrsminister im Kabinett von Demirel berufen und war bis zum 25. Juni 1993 im Amt.
Topçu trat dann der Anavatan Partisi (ANAP) bei, deren Vorsitzender Mesut Yılmaz war. Topçu wurde 1995 erneut in die Nationalversammlung gewählt und im Kabinett von Yılmaz vom 30. Juni 1997 bis zum 11. Januar 1999 Minister für öffentliche Arbeiten und Stadtplanung.
Sein wichtigstes Projekt war in dieser Zeit der Bau der Schwarzmeerküstenstraße D.010 von Karasu entlang der Küste am Schwarzen Meer bis zur georgischen Grenze. Die Straße war bereits in den 1960er-Jahren geplant und 1987 unter Premierminister Turgut Özal begonnen worden. Doch das Projekt musste schon kurze Zeit später aufgrund von finanziellen Problemen vorläufig eingestellt werden. Mit der Gründung der Schwarzmeer-Wirtschaftskooperation im Jahr 1992 nahm man die Idee wieder auf. Ministerpräsident Yılmaz beauftragte Topçu mit der Wiederaufnahme der Bauarbeiten, die durch ausländische Kredite abgesichert wurden.
Bei der Wahl im April 1999 konnte Topçu seinen Parlamentssitz verteidigen. Yaşar Topçu wurde später Mitglied der Demokrat Parti (DP) und war vorübergehend Vorsitzender der Partei in seiner Heimatprovinz.

## Anklage wegen Amtsmissbrauch
Als öffentlich wurde, dass die Ausschreibungen für den Straßenbau nicht gesetzkonform erfolgt waren, wurde ein parlamentarischer Untersuchungsausschuss eingerichtet. Die Kommission legte in ihrem Bericht dar, dass Topçu bei den Ausschreibungen Absprachen getroffen hatte, und warf ihm Amtsmissbrauch vor. Der Antrag, ihn vor dem Staatsgerichtshof (Yüce Divan) anzuklagen, wurde vom Parlament aber am 29. Juli 2000 abgelehnt.
Am 6. Januar 2004 wurde erneut ein Untersuchungsausschuss eingerichtet, der die Vorwürfe gegen Topçu nochmals überprüfen sollte. Zwischen dem 13. April und dem 27. Oktober 2004 tagte die Kommission mehrfach und bestätigte anschließend die Vorwürfe des Ausschusses von 2000. Erneut wurde empfohlen, Topçu wegen „Ausschreibungsmanipulationen“ und Amtsmissbrauch vor dem Staatsgerichtshof anzuklagen. Nachdem das Parlament dieses Mal zustimmte, wurde der Fall vor dem Gerichtshof vom 11. November 2004 bis zum 26. Mai 2006 verhandelt. Das oberste Gericht sprach Topçu des Amtsmissbrauchs in sieben Punkten in Bezug auf die Ausschreibungen für den Bau der Schwarzmeerroute schuldig, nicht aber der Gebotsmanipulationen. Trotzdem musste er die Haftstrafe aufgrund einer Amnestie nicht antreten.